# Genevieve Lemon
Genevieve Lemon, née le 21 avril 1958 à Sydney, en Australie, est une chanteuse et actrice australienne.

## Biographie
Genevieve Lemon a montré ses talents de comique et de chanteuse dans la revue télévisée Three Men and a Baby Grand. Elle joue également dans des films réalisés par Jane Campion (Sweetie, La Leçon de piano et Holy Smoke) ainsi que dans sa mini-série Top of the Lake. Elle a joué au théâtre dans la comédie musicale Priscilla, Queen of the Desert où elle a tenu le rôle de Shirley, la barmaid et propriétaire de l'Hôtel Broken Hill.
Son premier CD, Angels in the City, est enregistré live lors d'un concert donné avec son groupe au Studio de l'Opéra de Sydney dans le cadre de la série Singing around the House.
Geneviève Lemon a épousé le musicien Colin Wilson avec qui elle a eu une fille, Darcey.

## Filmographie

### Au cinéma
- 1989 : Sweetie de Jane Campion : Dawn « Sweetie »
- 1993 : La Leçon de piano de Jane Campion : Nessie
- 1997 : Le Puits de Samantha Lang : Jen Bordern
- 1999 : Holy Smoke de Jane Campion : Rahi
- 2006 : Le Feu sous la peau de Paul Goldman : Tante Dianne
- 2015 : Haute Couture (The Dressmaker) de Jocelyn Moorhouse : Mae McSwiney
- 2018 : Les Petites Robes noires (Ladies in Black) de Bruce Beresford : Mrs. Wentworth
- 2021 : The Power of the Dog de Jane Campion : Mrs. Lewis

### À la télévision
- 1983 : Pour la vie (The Young Doctors) (série télévisée - 1 épisode) : Zelda Baker
- 1984-1985 : Prisoner (en) (série télévisée - 74 épisodes) : Marlene « Rabbit » Warren
- 1991-1992 : Les Voisins (Neighbours) (soap opera - 41 épisodes) : Brenda Riley
- 2003 : Sirènes (téléfilm) : Betty
- 2013 : Top of the Lake de Jane Campion (mini-série télévisée - 7 épisodes) : Bunny
- 2022 : The Tourist (Mini-série) : Sue

## Théâtre
- 1986 : Crocodile Infested Waters
- 1987 : See How They Run
- 1987 : The Three Cuckolds
- 1987 : When I Was a Girl I Used to...
- 1988 : Steel Magnolias
- 1989 : Summer Rain
- 1990 : Once in a Lifetime
- 1999 : The Taming Of The Shrew
- 2000 : Piaf
- 2000 : The Recruit
- 2001 : Morning Sacrifice
- 2001 : Torchered
- 2002 : Hanging Man
- 2002 : The Cosmonaut's Last Message..
- 2004 : Fast and Loose
- 2004 : Harbour
- 2004 : The Republic of Myopia
- 2004 : The V. Monologues
- 2004 : Victory
- 2005 : My Brilliant Divorce
- 2005 : Summer Rain
- 2006 : Best We Forget
- 2006 : Priscilla, Queen of the Desert
- 2006 : Stuff all Happens
- 2007-2010 : Billy Elliot: The Musical
- 2012 : Death of a Salesman
- 2012 : Fat Swan

## Récompenses

### Nominations
- 1989 : AACTA Award de la meilleure actrice pour son rôle de Dawn « Sweetie » dans Sweetie
- 2006 : AACTA Award de la meilleure actrice dans un second rôle pour son rôle de Tante Dianne dans Le Feu sous la peau